# Friedrich Wilhelm Argelander
Pour les articles homonymes, voir Argelander.
Friedrich Wilhelm August Argelander (22 mars 1799 Memel – 17 février 1875 Bonn) est un astronome prussien. Spécialiste de l'astrométrie, il entreprend de dresser le premier catalogue d'étoiles variables.

## Biographie
Il est né à Memel dans le royaume de Prusse (aujourd'hui en Lituanie) d’un père allemand et d’une mère finlandaise. Il étudie avec Friedrich Wilhelm Bessel et obtient son doctorat en 1822 à Königsberg.
De 1823 à 1837, il est directeur de l’observatoire finlandais de Turku puis de celui d’Helsinki. Ensuite, il s’installe à Bonn en royaume de Prusse. Il se lie d’amitié avec le roi Frédéric-Guillaume IV, qui fonde un nouvel observatoire à Bonn. Il y devient connu pour son travail sur l’enregistrement des positions des étoiles.
Avec Adalbert Krüger et Eduard Schönfeld, il est à l’origine du catalogue d’étoiles connu sous le nom de Bonner Durchmusterung qui est publié entre 1852 et 1859. Ce catalogue donne la position et l’éclat de plus de 324 000 étoiles, bien que ne couvrant qu’une faible partie de l’hémisphère sud. C'est le dernier catalogue d’étoiles établi sans utiliser la photographie.
Argelander est le premier astronome à entamer une étude détaillée des étoiles variables. Seule une poignée sont connues lorsqu’il commence et il est à l’origine de l’introduction du système moderne d’identification de ces étoiles. Il fait également une estimation grossière de la direction dans laquelle le Soleil se déplace.
En 1863, il fonde une organisation internationale d’astronomes nommée Société astronomique. La même année, il reçoit également la médaille d’or de la Royal Astronomical Society.
En 2006, les trois instituts d’astronomie de l’Université de Bonn fusionnent pour donner l’Argelander-Institut für Astronomie. Le cratère Argelander sur la Lune et l’astéroïde (1551) Argelander portent son nom.

## Distinctions
- Pour le Mérite